# ひねり飛車
| 9  | 8  | 7  | 6  | 5  | 4  | 3  | 2  | 1  |    |
| 香 | 桂 |    | 金 | 王 |    | 銀 | 桂 | 香 | 一 |
|    | 飛 |    | 銀 |    |    |    | 角 |    | 二 |
| 歩 |    | 歩 | 歩 | 歩 | 歩 | 金 | 歩 | 歩 | 三 |
|    |    |    |    |    |    | 歩 |    |    | 四 |
|    | 歩 |    |    |    |    |    |    |    | 五 |
|    |    |    |    |    |    | 飛 |    |    | 六 |
| 歩 | 歩 | 歩 | 歩 | 歩 | 歩 | 歩 |    | 歩 | 七 |
|    | 角 | 金 |    |    |    | 銀 |    |    | 八 |
| 香 | 桂 | 銀 |    | 玉 | 金 |    | 桂 | 香 | 九 |

| 9  | 8  | 7  | 6  | 5  | 4  | 3  | 2  | 1  |    |
| 香 | 桂 |    | 金 |    |    |    | 桂 | 香 | 一 |
|    | 飛 |    |    |    | 銀 | 王 | 角 |    | 二 |
| 歩 |    | 歩 | 歩 | 銀 | 金 |    | 歩 |    | 三 |
|    | 歩 |    |    | 歩 | 歩 | 歩 |    | 歩 | 四 |
|    |    | 歩 |    |    |    |    |    |    | 五 |
| 歩 | 飛 |    |    | 歩 |    |    |    |    | 六 |
| 角 |    | 桂 | 歩 |    | 歩 | 歩 |    | 歩 | 七 |
|    |    | 金 | 銀 |    | 玉 | 銀 |    |    | 八 |
| 香 |    |    |    |    | 金 |    | 桂 | 香 | 九 |

ひねり飛車（ひねりびしゃ、英: Twisting Rook）は、将棋の戦法の一つ。
縦歩取り（たてふどり）が別名とされていた時期もあった。ヒネリ飛車とも書く。
江戸時代末期に成立したとされる。加藤治郎によれば、古くは戦法名を「児玉屋組」と呼ばれていたという。近年では居飛車相掛かり戦法の一種として定跡書に登場することが多い。

## 概要
加藤も著書として執筆した『将棋戦法大事典』（大修館書店、1985年）によると、現在知られるひねり飛車は、純粋に戦後の新戦法である「縦歩取り」をもとに角田三男が開発した。戦前期に修業時代を送り伝統的な将棋観の支配下にあった角田も「終戦直後にある後援者がお好み対局をしてくれまして、まあ気楽な将棋だったので、思いつきでやってみたら案外に成功したというわけです」「一歩を持って石田流になれば指せるという発想ですが、若い人にあまり接してほしくないですな。矢倉あたりをじっくり指してからにしてほしいですな」と語り、自らの新戦法を異端的なものとみている。▲7六飛で石田流に近似するが、その石田流自体が当時は異端的とされていた。
長い間戦法として認められず、田舎将棋と蔑まれていたが、升田幸三らが定跡を整理して公式戦で成果を挙げたため、一般に認知されるようになった。
加藤一二三によればこの戦法の利点は下記のとおりである。
- 普通の振り飛車がまず受けに回るのに比べ、守りの負担がなく強力な攻めを狙える。
- 自分だけが歩を手持ちにでき、相手が歩を手にしない。
- 先手ひねり飛車は飛車角銀桂歩で急戦を狙うことができ、玉の守りも短手数で連絡の良い陣形を構築できる。
- 対する後手は△７二金を強要され玉の守りが薄くなる。
- 先手は飛車角を捨てる強攻策も取ることが可能。

観戦記者の横田稔もひねり飛車の利点をあげており、
- 攻めの理想形とされる石田流に無条件で組める

ことも上げている。▲3六飛と歩越しでは威力に乏しいから早晚動くが、手損を嫌う正統正説的な将棋観では発想しにくく、なによりも見かけないことが嫌われたに違いないとしており、自由なあるいは革新の雰囲気がなければ、当人が数局試しただけで終わってとても多くの追随者は獲得できなかったとしているが、多くの追随者の中で後述の丸田祐三による丸田流によって、先手方のみ二歩持ちの作戦が可能になった。
数々の利点から一時期、将棋に先手必勝法があるとすれば、これではないかと、一部に考えられたほどの革新だった。
プロ棋士の人気戦法第三位になったこともある。
主な指し手としては、先手が居飛車で飛車道を開けた後、相掛かりの形から歩を交換し、後手の△3四歩を狙って、2六にいた浮き飛車を3六へ寄る（もちろん後手は取られないようにする）。この後この飛車を左翼へと転換する（これが「ひねり飛車」の由来）。△3四歩を狙った手が損になるような気がするが、△3四歩を守るには△3三金とすることになる（後手は悪形にされて固い囲いができなくなるので、2010年代後半からは△8四飛も多用されるようになってきた。これまでは飛車の働きが不自由になるので指されなかった）。つまり、相手の左金を三段目に釣り上げて悪形にするのが▲3六飛の第一の狙いである。またこのときに後手の角道が止まるため、次に先手が▲7六歩としたときに後手は△8六歩と突かないと、▲7七角とされて先手だけ飛車先交換の得になるとされていた、もしくは▲6八銀～7七銀～7五歩～7六銀～7七桂～▲8五銀と後手飛車先の歩をかすめとる順が指されていた。
以降は、△8六歩ならば▲同歩△同飛に▲7五歩と、後手の飛車に交換を迫る、あるいは▲7七桂として、次に▲8五歩の生け捕りを狙う、後手が飛車先交換をしてこない際は先手から▲7五歩～9七角～8六歩で、以下△8六同歩▲同飛とぶつけて飛車交換を狙うのが第二の狙い。このとき後手が飛車先交換をしない作戦は、先手から▲8六歩からの交換のほうが、手損にならないからである。
後手陣は先手陣に比べて飛車の打ち込みに弱いため、通常は飛車交換を避けるが、そこから先手ひねり飛車側の作戦は、飛車を圧迫して急攻の狙いのある▲８六飛型、石田流の形にしてじっくりした形にする▲7六飛型に大別される。

## ひねり飛車対策の発展
| 9  | 8  | 7  | 6  | 5  | 4  | 3  | 2  | 1  |    |
| 香 | 桂 |    | 金 | 王 |    | 銀 | 桂 | 香 | 一 |
|    | 飛 |    | 銀 |    |    | 金 | 角 |    | 二 |
| 歩 |    | 歩 | 歩 | 歩 | 歩 | 歩 | 歩 |    | 三 |
|    |    |    |    |    |    |    |    | 歩 | 四 |
|    | 歩 |    |    |    |    |    |    |    | 五 |
|    |    |    |    |    |    | 飛 |    |    | 六 |
| 歩 | 歩 | 歩 | 歩 | 歩 | 歩 | 歩 |    | 歩 | 七 |
|    | 角 | 金 |    |    |    | 銀 |    |    | 八 |
| 香 | 桂 | 銀 |    | 玉 | 金 |    | 桂 | 香 | 九 |

ひねり飛車が猛威を振るう中、後手が上記の局面を打破するための対策が立てられた。まず対策されたのは△3四歩省略である。△3四歩と突かなければ、△3三金の悪形にする必要もなく、玉が薄くならない。
このときに△3四歩がなくとも3六へ飛車を寄って角道をあけさせないようにして、▲7六歩の際に△8六歩の交換を強要する指し方もみられていく。これは、飛車を猫、△3三歩を鼠に例えてネコ式縦歩取りと呼ばれた。ただし、金を三段目に上げないので後手の囲いも固くつくることができる。
1986年頃からの塚田スペシャルの流行を受け、1992年頃にそれを応用した指し方もみられた。 これは1筋の端歩▲1六歩・1四歩型＋▲2六飛型を先にすることで（以前は攻撃態勢の▲9六歩を先にしていた）、後手が△6四歩などとすればすかさず▲2四歩と行く指し方で、以下△同歩▲同飛△6三銀なら▲1五歩△同歩▲1四歩の仕掛けが生じる。以降後手は▲2四歩を打たれるのを警戒する指し方が主流となっていった。再度の▲2四歩は先手に一手損させる利点はあるものの、それよりも▲2四歩からの仕掛けが厳しいためである。本家の塚田スペシャルは決定的な対抗策が出てしまって廃れたが、ここにそれが受け継がれている。
しかしとにかく△3三金が不必要となって玉を固く囲えることとなり、先手の勝率を抑えられていったのは確かである。
1999年に刊行された深浦康市がこれまでの研究をまとめた『これが最前線だ！』河出書房新社1999では、後手が「位は高く・玉は固く」をモットーにするのが最近のひねり飛車対策で、これにより先手ひねり飛車側も簡単に勝てなくなったとしている。
しかしながら、それに対して米長邦雄が考案した▲３七銀・５七金型などのさらなる対策が考案されたため、依然として多く指されたようである。
それから20年後の加藤一二三『一二三の玉手箱』2019では、近年ではプロ公式戦ではほとんど出なくなっている、プロであれば基本を知っていて手将棋になるからだとしている。ただし、2019年現在でも少ないながら実戦例はあり若手棋士の島本亮・大橋貴洸が独自のひねり飛車を考案している（後述）。また、角を従来の端角から7九～5七に転換し、持ち駒の歩をいかして▲9五歩から9筋の端を絡める指し方なども考案されて、従来とは違う指し方も試みられている。

## 主な指し方

### 先手（ひねり飛車）
角田流
角田三男は図1-1aのように角道を開けずに▲9七角（端角）に構えてから▲8六歩△同歩▲8六飛とぶつける指し方であった。この戦型は後の1982年6月 棋聖戦予選決勝、森雞二vs.真部一男戦で先手番の森が採用して勝利し、挑戦権獲得と以降の棋聖位奪取につなげる。
| 9  | 8  | 7  | 6  | 5  | 4  | 3  | 2  | 1  |    |
| 香 | 桂 |    | 金 |    | 王 |    | 桂 | 香 | 一 |
|    | 飛 |    |    |    | 銀 |    | 角 |    | 二 |
| 歩 |    | 歩 | 銀 | 歩 | 歩 | 金 | 歩 |    | 三 |
|    | 歩 |    | 歩 |    |    | 歩 |    | 歩 | 四 |
| 歩 |    |    |    |    |    |    |    |    | 五 |
|    | 飛 |    |    |    |    |    |    | 歩 | 六 |
| 角 |    | 歩 | 歩 | 歩 | 歩 | 歩 |    |    | 七 |
|    |    | 金 | 銀 |    |    | 銀 |    |    | 八 |
| 香 | 桂 |    |    | 玉 | 金 |    | 桂 | 香 | 九 |

| 9  | 8  | 7  | 6  | 5  | 4  | 3  | 2  | 1  |    |
| 香 | 桂 |    | 金 |    | 王 |    | 桂 | 香 | 一 |
|    | 飛 |    |    |    | 銀 |    | 角 |    | 二 |
| 歩 |    | 歩 | 歩 | 歩 | 歩 | 金 | 歩 |    | 三 |
|    | 銀 |    |    |    |    | 歩 |    | 歩 | 四 |
|    |    |    |    |    |    |    |    |    | 五 |
| 歩 | 飛 | 銀 |    |    |    |    |    |    | 六 |
| 角 |    | 歩 | 歩 | 歩 | 歩 | 歩 |    | 歩 | 七 |
|    |    | 金 |    |    |    | 銀 |    |    | 八 |
| 香 | 桂 |    |    | 玉 | 金 |    | 桂 | 香 | 九 |

丸田流
創始者は丸田祐三。後手が飛車先を交換してきたとき、8筋に歩を打たずに▲9七角（丸田新手）と上がり、2歩を手持ちにして主導権を握る指し方である。△8九飛成には▲8八角でふたをして▲8六飛と回る構想。また▲4八玉から▲5九金～6八金左～7八銀で飛角交換の強要もある。
図1-2はその第一号局（1964年10月棋聖戦予選）で、相手は山田道美。そしてこの対局の記録係は中原誠で、中原は▲9七角とあがるのではないか読んでいたという逸話もある。
『将棋世界』2007年9月号「現役棋士が選ぶ　衝撃の新手・新戦法ベスト10を発表！」では10位にランクインされている。増田裕司は9七角として相手に飛車を成らせるという発想が浮かばないとして、歴史的な新手としており、佐藤康光は自分がアマチュア時代にもっとも驚いた手であり、これが通ればひねり飛車の変化が膨大に広がるとしているが、当時の将棋感ではまずない発想だったとしている。
かつてはひねり飛車における代表的な指し方だったが、相掛かりの新旧対抗型が指されなくなったこともあり、従来6二に上がっていた右銀を7二と上がり、9筋を突き合う、さらに飛車先交換をして来ないなど、後手の対策が進んだため、現在では上級者の対戦ではこの局面を避ける指し方になったが、定跡書などでは現在も掲載されている。
後手が△6二銀ではなく△7二銀型で▲9六歩－△9四歩型であると、丸田流の▲9七角では、△9五歩▲同歩△8九飛成▲8六飛△9九龍で、△7二銀型も効いてくる。したがって先手は角を端に行く前に▲8五歩としておくと、以下△6三銀▲7六飛△3四歩▲6八銀△3一玉▲3九玉で一局となる。
後手角道が止まっている陣形ならば▲8五歩に替えて▲6六飛という手もあり、これは6四の歩取りを見せて、△6三銀と移動させてから▲9七角と上がる構想である。以下△9五歩には▲同歩△8九飛成▲8六歩△9九龍に▲8一飛成△7二銀▲9一龍で△9七龍には▲6三香がある。類似の実践として平成30年４月の新人王戦、▲斎藤明日斗vs△三枚堂達也戦がある。先手が図のように構え、以下△3四歩▲8六飛△8四歩▲6八銀△3一玉▲3九玉△7二金▲7六飛△5四銀▲7四歩△同歩▲6四角と攻めてひねり飛車側が快勝している。▲6六飛には△3四歩▲6四飛△8七歩▲9七角△9五歩▲7四歩の展開も一局である。
勝浦流
創始者は勝浦修。勝浦の別名から「カミソリ流ひねり飛車」とも呼ばれた。通常の石田流では左銀を6七に上がって攻撃に使うことが多く、ひねり飛車においてもそれが当然視されていたが、銀を5七に上がり場合によっては囲いの一つとして利用しようという指し方が考案され、一時流行した。森雞二も愛用していた。
5七に銀を構えるのは、左金が離れるひねり飛車側の玉の薄さを補うための工夫である。特に4筋の位を取ってくるたこ金に有効とされ、ひねり飛車持久戦型として定跡となっている。ただし攻撃力が若干落ちるため、後手にも右金を自由に使われてしまうことがわかり、ひねり飛車を衰退から回復させるまでは到らなかった。
7八銀型（耀龍ひねり飛車）
創始者は青野照市で、青野流とも呼ばれる。通常の相掛かりの序盤では角頭を守るために7八には金を上がるが、初めからひねり飛車を狙っている場合は、5手目▲7八金ではなく▲9六歩とし、銀を7八に上がることもある。左金を円滑に5八に持っていける点が長所である。
近年では大橋貴洸が「耀龍（ようりゅう）ひねり飛車」と命名して工夫した定跡を研究している。
升田式
升田幸三が升田式石田流と並んで多く採用し、加藤一二三・中原誠を破った独特な指し方で、玉を坊主美濃（2七歩のない片美濃囲い）に囲い、飛車を7七にかまえるのが特色。
図2-1は1970年7月に行われたA級順位戦で、相手はA級1年生の中原誠。基本は図2-1のように後手棒金に対して先手升田は7六の飛車を▲7七飛と引いて対応する。このとき「升田流や、人には教えられん」と呟いたという。もし後手がここで△4五歩としても▲7六銀△6六角▲6七飛△8八角成▲同金で、却って先手がさばける形となる。実践では図2-2のように桂馬を▲9七桂～▲8五桂と活用し局面をリードする展開となった。その後後手陣が△3三角-△5四金型となって先手は▲2四歩△同歩▲2二歩△同玉▲4一角から▲6三角成などの攻防が続いた。
7七金型（きんとうん戦法）
▲８六飛型の飛車交換強要策を実行するために金を上がる。飛車が金の上にある形になるので「きんとうん」。創始者は島本亮であるが、『将棋戦法大事典』（1985年）によると、この構えは先手が縦歩取り戦模様で飛車先交換した従来のスタイルでも以前からある。また後手が角換わりなどを拒否する3三金戦法なども以前からあった。
組み方は図3-1のとおり飛車先を交換せずに飛車をひねり、金で角交換と飛車先交換を防いで、図3-2を経て図3-3のように構える。以下後手が△8六飛▲同金△7一金▲8七金に△6九飛には▲8六飛とし、以下△8三歩▲7七金△5四歩▲7六飛で次にうちこまれた飛車がめし取ることができる。金の上の乗っている飛車が、フワフワと浮遊する筋斗雲に乗った孫悟空をイメージしている。島本が著書『戦慄の7七金!奇襲・きんとうん戦法』（マイナビ出版）で解説しており、本人も公式戦で数一局採用して、勝利している。プロでも立派に通用している。
| 9  | 8  | 7  | 6  | 5  | 4  | 3  | 2  | 1  |    |
| 香 | 桂 | 銀 | 金 | 王 |    | 銀 | 桂 | 香 | 一 |
|    | 飛 |    |    |    |    | 金 | 角 |    | 二 |
| 歩 |    | 歩 | 歩 | 歩 | 歩 |    | 歩 | 歩 | 三 |
|    |    |    |    |    |    | 歩 |    |    | 四 |
|    | 歩 |    |    |    |    |    | 歩 |    | 五 |
|    |    | 歩 |    |    |    |    |    |    | 六 |
| 歩 | 歩 | 金 | 歩 | 歩 | 歩 | 歩 |    | 歩 | 七 |
|    | 角 |    |    |    |    |    | 飛 |    | 八 |
| 香 | 桂 | 銀 |    | 玉 | 金 | 銀 | 桂 | 香 | 九 |

| 9  | 8  | 7  | 6  | 5  | 4  | 3  | 2  | 1  |    |
| 香 | 桂 | 銀 | 金 |    | 王 |    | 桂 | 香 | 一 |
|    | 飛 |    |    |    |    | 金 | 銀 |    | 二 |
| 歩 |    | 歩 | 歩 | 歩 | 歩 | 角 | 歩 | 歩 | 三 |
|    |    |    |    |    |    | 歩 |    |    | 四 |
|    | 歩 | 歩 |    |    |    |    | 歩 |    | 五 |
|    |    |    |    |    |    |    | 飛 |    | 六 |
| 歩 | 歩 | 金 | 歩 | 歩 | 歩 | 歩 |    | 歩 | 七 |
|    | 角 |    |    |    | 玉 | 銀 |    |    | 八 |
| 香 | 桂 | 銀 |    |    | 金 |    | 桂 | 香 | 九 |

| 9  | 8  | 7  | 6  | 5  | 4  | 3  | 2  | 1  |    |
| 香 | 桂 | 銀 | 金 |    | 王 |    | 桂 | 香 | 一 |
|    | 飛 |    |    |    | 角 | 金 |    |    | 二 |
| 歩 |    | 歩 | 歩 | 歩 | 歩 | 銀 | 歩 | 歩 | 三 |
|    |    |    |    |    |    | 歩 |    |    | 四 |
|    |    | 歩 |    |    |    |    | 歩 |    | 五 |
|    | 飛 |    |    |    |    |    |    |    | 六 |
| 歩 |    | 金 | 歩 | 歩 | 歩 | 歩 |    | 歩 | 七 |
|    | 角 |    |    |    |    | 銀 |    |    | 八 |
| 香 | 桂 | 銀 |    |    | 金 | 玉 | 桂 | 香 | 九 |

角交換型
図のように角換わり模様から△7七角成を▲同桂と取り、飛車を浮いて構える。後手の右銀の位置構えが図のように浮いていると升田式石田流のように▲9六角とする。以下△9四角に▲8五桂△7二金▲8六飛△8三角であると▲7三桂成△同桂に▲6三角成△同金▲7二銀△7一桂▲同銀不成△8一飛▲9五桂△7一飛▲8三飛成がある。
また、後手番の場合は後手一手損角換わり模様から図1-3のような展開が一例。
| 9  | 8  | 7  | 6  | 5  | 4  | 3  | 2  | 1  |    |
| 香 | 桂 | 銀 | 金 | 王 |    | 銀 | 桂 | 香 | 一 |
|    | 飛 |    |    |    |    | 金 |    |    | 二 |
| 歩 |    | 歩 | 歩 | 歩 | 歩 |    | 歩 | 歩 | 三 |
|    |    |    |    |    |    | 歩 |    |    | 四 |
|    | 歩 |    |    |    |    |    | 歩 |    | 五 |
|    |    | 歩 |    |    |    |    |    |    | 六 |
| 歩 | 歩 | 桂 | 歩 | 歩 | 歩 | 歩 |    | 歩 | 七 |
|    |    | 金 |    |    |    |    | 飛 |    | 八 |
| 香 |    | 銀 |    | 玉 | 金 | 銀 | 桂 | 香 | 九 |

| 9  | 8  | 7  | 6  | 5  | 4  | 3  | 2  | 1  |    |
| 香 | 桂 |    | 金 |    |    |    | 桂 | 香 | 一 |
|    | 飛 |    |    |    | 玉 | 金 |    |    | 二 |
| 歩 |    | 歩 | 銀 | 歩 | 歩 | 銀 | 歩 | 歩 | 三 |
|    |    |    | 歩 |    |    | 歩 |    |    | 四 |
|    | 歩 |    |    |    |    |    | 歩 |    | 五 |
| 角 |    | 歩 |    |    |    |    | 飛 |    | 六 |
| 歩 | 歩 | 桂 | 歩 | 歩 | 歩 | 歩 |    | 歩 | 七 |
|    |    | 金 |    |    |    | 銀 |    |    | 八 |
| 香 |    | 銀 |    |    | 金 | 玉 | 桂 | 香 | 九 |

| 9  | 8  | 7  | 6  | 5  | 4  | 3  | 2  | 1  |    |
| 香 | 桂 | 王 | 金 |    |    | 銀 |    | 香 | 一 |
|    |    | 銀 |    |    |    | 金 |    |    | 二 |
| 歩 |    | 歩 | 歩 | 歩 |    | 桂 | 歩 | 歩 | 三 |
|    |    |    |    |    | 歩 |    | 飛 |    | 四 |
|    | 歩 |    |    |    |    | 歩 | 角 |    | 五 |
|    |    | 歩 |    | 角 | 歩 |    |    | 歩 | 六 |
| 歩 | 歩 | 銀 | 歩 | 歩 | 銀 | 歩 |    |    | 七 |
|    | 玉 | 金 |    |    |    | 金 | 飛 |    | 八 |
| 香 | 桂 |    |    |    |    |    | 桂 | 香 | 九 |

その他、塚田泰明・豊川孝弘らが創始したと思われる超急戦型（玉を囲わない）もある。

### 後手番ひねり飛車
ひねり飛車は通常先手番での作戦であるが、後手番でひねるやり方もある。
ひとつは横歩取り模様からの場合。横歩取り戦でもひねり飛車ができるのは通常は先手に限られるが、図のように横歩を取りにきたときに△3五歩とするもの。
図5-1の△3五歩に、▲2六飛ならば△8六歩▲同歩△同飛で、▲8七歩△8四飛▲4八銀△3四飛。▲2四歩には△2五歩▲同飛△3三桂▲2六飛△2五歩など。
他には1982年3月、先手五十嵐豊一 vs. 後手田中寅彦戦（第40期順位戦昇降級リーグ3組（Ｃ級1組）での手順で、後手は△2三歩を打たずに△1四歩として、以下▲2八飛に飛車先交換後△8五飛と構えて図5-2の局面から△3三桂～2五歩～2四歩としてひねり飛車にしている。田中はその後1988年の棋聖戦や2007年にも用いるなど、度々この作戦を復活させている。

### 後手（対ひねり飛車）
| 9  | 8  | 7  | 6  | 5  | 4  | 3  | 2  | 1  |    |
| 香 | 桂 |    | 金 |    |    | 銀 | 桂 | 香 | 一 |
|    | 飛 |    |    |    | 王 |    | 角 |    | 二 |
| 歩 |    | 歩 | 銀 | 歩 | 歩 |    | 歩 |    | 三 |
|    | 歩 |    | 歩 | 金 |    | 歩 |    | 歩 | 四 |
|    |    | 歩 |    |    |    |    |    |    | 五 |
| 歩 | 飛 |    | 歩 |    |    |    |    |    | 六 |
| 角 |    | 桂 |    | 歩 | 歩 | 歩 |    | 歩 | 七 |
|    |    | 金 | 銀 |    | 玉 | 銀 |    |    | 八 |
| 香 |    |    |    |    | 金 |    | 桂 | 香 | 九 |

たこ金
△3三金の悪形を何とかしようと考え出された。この「たこ」は（海にいる「蛸」ではなく）空に浮かべる「凧」である。この戦法は、△3三金→△4四金→△5五金もしくは△5四金と寄る。この金の威力で先手の攻め駒を押さえ込むことにある。金を「凧」のように飛び立たせ、△2二角の「ヒモ」を頼りに攻めていく戦法である。そして5四に金を置くことで、先手の6四歩から7四歩の攻撃をケアしている。
ただし、玉が薄くなるので現在では全く指されていない。6四の歩を突かずに待機すれば、3四の歩を浮き飛車で受ける手段があるため（後述）、3三金になる展開自体があまりなくなった。
考案者は升田幸三、命名者は加藤治郎とされている。
ひねり飛車の後手番は▲3六飛のタテ歩取りを見られると、△3三金と上がって歩損を防ぐことになるが、この金が使いにくいのが難点だった。そこに打開の順を升田が開発した。
カタ囲い・居飛車金美濃
日本将棋連盟コラムにもある、△2二玉型の対ひねり飛車対策陣形の代表格。△2二玉-3二金-4二銀-△3三角型に構える。
また△3三角-3二金型に組み、玉を2二まで深く囲う形から場合によっては左銀や右金を4三にもっていく「金美濃」、さらに右銀も利用して金銀4枚の堅陣とする。現在、ひねり飛車対策として最も多く指されている。
山田流
ヒネリ飛車側の歩越しの金に歩を並べて対抗する型も指された。発案者は山田道美であり、升田幸三や中原誠、加藤一二三らも利用していたなど、一時流行した指し方でもあった。
△4四角から3三玉→2二玉
角を4四にもっていき、そのあと玉を3三から2二に移動させて深く囲う方法がある。
△4四角は、後手持ち駒に1歩あれば縦歩取りの▲3六飛にも△4四角とし、▲3四飛には△3五歩とする手段がある。
| 9  | 8  | 7  | 6  | 5  | 4  | 3  | 2  | 1  |    |
| 香 | 桂 |    | 金 |    |    |    | 桂 | 香 | 一 |
|    | 飛 |    |    |    | 銀 | 金 | 王 |    | 二 |
| 歩 |    | 歩 | 銀 | 歩 | 歩 | 角 | 歩 |    | 三 |
|    | 歩 |    | 歩 |    |    | 歩 |    | 歩 | 四 |
|    |    | 歩 |    |    |    |    |    |    | 五 |
| 歩 | 飛 |    | 歩 | 歩 |    |    |    |    | 六 |
| 角 |    | 桂 |    | 銀 | 歩 | 歩 |    | 歩 | 七 |
|    |    | 金 |    |    |    | 銀 |    |    | 八 |
| 香 |    |    |    |    | 金 | 玉 | 桂 | 香 | 九 |

| 9  | 8  | 7  | 6  | 5  | 4  | 3  | 2  | 1  |    |
| 香 | 桂 |    |    |    |    | 角 | 桂 | 香 | 一 |
|    | 飛 | 金 |    |    |    | 王 |    |    | 二 |
|    |    | 歩 | 銀 | 銀 | 金 |    | 歩 |    | 三 |
| 歩 | 歩 |    | 歩 | 歩 | 歩 | 歩 |    |    | 四 |
|    |    | 歩 | 歩 |    |    |    |    | 歩 | 五 |
| 歩 |    | 飛 |    | 金 | 歩 |    |    |    | 六 |
| 角 |    | 桂 |    | 歩 |    | 歩 |    | 歩 | 七 |
|    |    |    |    | 銀 |    | 銀 |    |    | 八 |
| 香 |    |    |    |    | 金 | 玉 | 桂 | 香 | 九 |

| 9  | 8  | 7  | 6  | 5  | 4  | 3  | 2  | 1  |    |
| 香 | 桂 |    | 金 |    |    | 銀 | 桂 | 香 | 一 |
|    | 飛 | 銀 |    |    |    | 金 |    |    | 二 |
|    |    | 歩 |    | 歩 | 歩 | 王 | 歩 | 歩 | 三 |
| 歩 |    |    | 歩 |    | 角 | 歩 |    |    | 四 |
|    |    | 歩 |    |    |    |    |    |    | 五 |
| 歩 |    | 飛 |    |    |    |    |    |    | 六 |
| 角 |    | 桂 | 歩 | 歩 | 歩 | 歩 |    | 歩 | 七 |
|    |    | 銀 |    |    | 玉 | 銀 |    |    | 八 |
| 香 |    |    | 金 |    | 金 |    | 桂 | 香 | 九 |

位取り
玉頭位取りを、早くに△4二銀と構えて、縦歩取りの▲3六飛を△3三銀と受けて矢倉型から発展する手法と、△3三金型から4四金型舟囲いから4二の銀を3三銀から3五歩、3四銀と進める方法がある。
左美濃・銀冠・穴熊
やや変則的な手順によることが必要であるが、左美濃・穴熊に囲う場合もある。
例えば、1982年8月26日の第32期王将戦二次予選、佐藤義則対谷川浩司戦で後手の谷川は、左美濃に組んでいる。ここから銀冠に変化しているが、組み方は左の金銀を4三金-3二銀に組んで、右金を4一の地点にまで持っていった。
基本的に対ひねり飛車側は△6四歩-6三銀型を基本としているが、ひねり飛車の場合にこのように構えるとひねり飛車側に持ち駒に2歩あるため、▲6五歩△同歩▲6四歩（△同歩と取ると▲7四歩）の仕掛けがある。一方で△5四歩型にしていれば玉を囲うまでに、▲7四歩から仕掛けられてしまう。
そこで、後手陣は△6一金の位置のままで△9四歩と突く。▲7四歩△同歩▲同飛には△9五歩の角頭攻撃を用意する。そして右金を移動させるために、角を△4二角としておく。これにより▲7四歩には△8六歩や△9七角成の角交換から△9八角または△8六歩などの手段を用意しておく。右金の動きは6一～5一～4一である。
組んだあとは8筋の歩を△8六歩と進め、▲同角には△7四歩で、以下▲8五歩には△7五歩で、▲7五同角は△7二飛、▲6六飛には△7三銀とする。
銀冠などの作戦は、藤井聡太が2019年（令和元年）の対村田顕弘戦で2度（6月18日の第78期C級1組順位戦、同年1月24日の第32期竜王戦4組ランキング戦）、対豊島将之戦でも2024年4月の名人戦（第82期名人戦第二局）で、先手▲3六飛を△8四飛の浮き飛車で防ぎ、△2二銀の構えから2四歩、2三銀という手順で構築した。
| 9  | 8  | 7  | 6  | 5  | 4  | 3  | 2  | 1  |    |
| 香 | 桂 |    |    |    |    |    | 桂 | 香 | 一 |
|    | 飛 |    | 銀 |    | 角 | 金 | 王 |    | 二 |
|    |    | 歩 | 歩 |    | 金 |    | 銀 |    | 三 |
| 歩 |    |    |    | 歩 | 歩 | 歩 | 歩 | 歩 | 四 |
|    |    | 歩 |    |    |    |    |    |    | 五 |
| 歩 | 歩 | 飛 | 歩 | 歩 | 歩 |    |    |    | 六 |
| 角 |    | 桂 |    |    | 金 | 歩 |    | 歩 | 七 |
|    |    |    |    | 銀 |    | 銀 | 玉 |    | 八 |
| 香 |    |    |    |    | 金 |    | 桂 | 香 | 九 |

| 9  | 8  | 7  | 6  | 5  | 4  | 3  | 2  | 1  |    |
| 香 | 桂 |    | 金 |    |    |    | 桂 | 香 | 一 |
|    |    | 銀 |    |    | 王 | 金 |    |    | 二 |
| 歩 |    | 歩 | 歩 | 歩 | 歩 | 角 | 銀 |    | 三 |
|    | 飛 |    |    |    |    | 歩 | 歩 | 歩 | 四 |
|    | 歩 | 歩 |    |    |    |    |    |    | 五 |
|    |    |    |    |    |    | 飛 |    | 歩 | 六 |
| 歩 | 歩 | 桂 | 歩 | 歩 | 歩 | 歩 |    |    | 七 |
|    | 角 | 金 |    |    |    | 銀 |    |    | 八 |
| 香 |    | 銀 |    |    | 金 | 玉 | 桂 | 香 | 九 |

| 9  | 8  | 7  | 6  | 5  | 4  | 3  | 2  | 1  |    |
| 香 | 桂 |    |    |    |    |    | 桂 | 王 | 一 |
|    | 飛 |    |    |    | 金 | 金 | 銀 | 香 | 二 |
|    | 歩 |    | 銀 |    | 歩 |    | 歩 |    | 三 |
| 歩 |    | 歩 | 歩 | 歩 | 角 | 歩 |    | 歩 | 四 |
|    | 歩 | 歩 |    |    |    |    |    |    | 五 |
| 歩 | 飛 | 金 | 歩 |    |    |    |    | 歩 | 六 |
|    |    | 桂 |    | 歩 | 歩 | 歩 |    |    | 七 |
|    |    |    | 角 | 銀 |    | 銀 |    |    | 八 |
| 香 |    |    |    |    | 金 | 玉 | 桂 | 香 | 九 |

穴熊の組み方もいくつかあり、例えば△4四角から3三玉→2二玉を利用した方法がある。他には、カタ囲いから機をみて△1二香、3一銀、1一玉、2二銀と進めるなど。
図のように右金を5一から4一または4二に引きつけたら、後手は△7四歩▲同歩△7二飛と行動を起こせば、以下は▲8四歩なら△同歩▲同飛に△7四飛で、▲8一飛成なら△7六飛▲7八歩△7一飛となると、玉の固さが生きる。
先の谷川浩司も自身の実戦譜をもとに3三玉→2二玉からの穴熊を解説しており、ひねり飛車には上部からの攻撃がない状態や角行や桂馬が持ち駒になければかえって3三玉型のほうが安全でありまた、▲8六飛とぶつけても△8五歩と強気に指すことができる。以下かりに▲同飛△同飛▲同桂△9九角成と進めてみると、3三玉型が生きるという。
途中、玉を囲うまでに急戦を仕掛けられると不安が残るが、新対策として有力な戦法の一つである。

## ひねり飛車を得意とする棋士
- 丸田祐三 - 丸田新手9七角を発案
- 勝浦修 - カミソリ流ひねり飛車を考案
- 升田幸三 - 晩年愛用した。
- 加藤一二三 - 新手を対羽生善治戦で発案し、勝利した。
- 森雞二 - 『一閃！森流ヒネリ飛車』の著者
- 桐山清澄 - 乱戦を得意とする棋士で、著書多数。
- 島本亮
- 大橋貴洸 - 『大橋貴洸の新研究 耀龍ひねり飛車』の著者
- 斎藤明日斗 -  『明日斗流ひねり飛車』の著書多数。